# Från härliga höjder dit Anden mig för
Från härliga höjder dit Anden mig för är en psalmtext med körtexten ||:De vakta och vänta, ||:de vakta och vänta på mig :||. Sången har fyra 8-radiga verser och efter fjärde versen ändras körtexten till ||:De vakta och vänta, ||:de vakta och vänta på dig nu. :||.

## Publicerad i
- Herde-Rösten 1892 som nr 223 med titeln "De vakta och vänta"
- Sions Sånger 1951, som nr 47.
- Sions Sånger 1981, som nr 215 under rubriken "Längtan till hemlandet"